# Stefan Pfannmöller
Stefan Pfannmöller (Halle, 4 dicembre 1980) è un canoista tedesco.
Ha vinto una medaglia di bronzo nel C1 slalom alle Olimpiadi di Atene 2004.

## Palmarès
- Olimpiadi

Atene 2004: bronzo nel C1 slalom.
- Mondiali di slalom

1999 - La Seu d'Urgell: argento nel C-1 a squadre.
2002 - Bourg-Saint-Maurice: argento nel C-1 a squadre.
2003 - Augusta: bronzo nel C-1.
2005 - Penrith: argento nel C-1 a squadre.
2006 - Praga: oro nel C-1 a squadre.